# Petticoataffaire

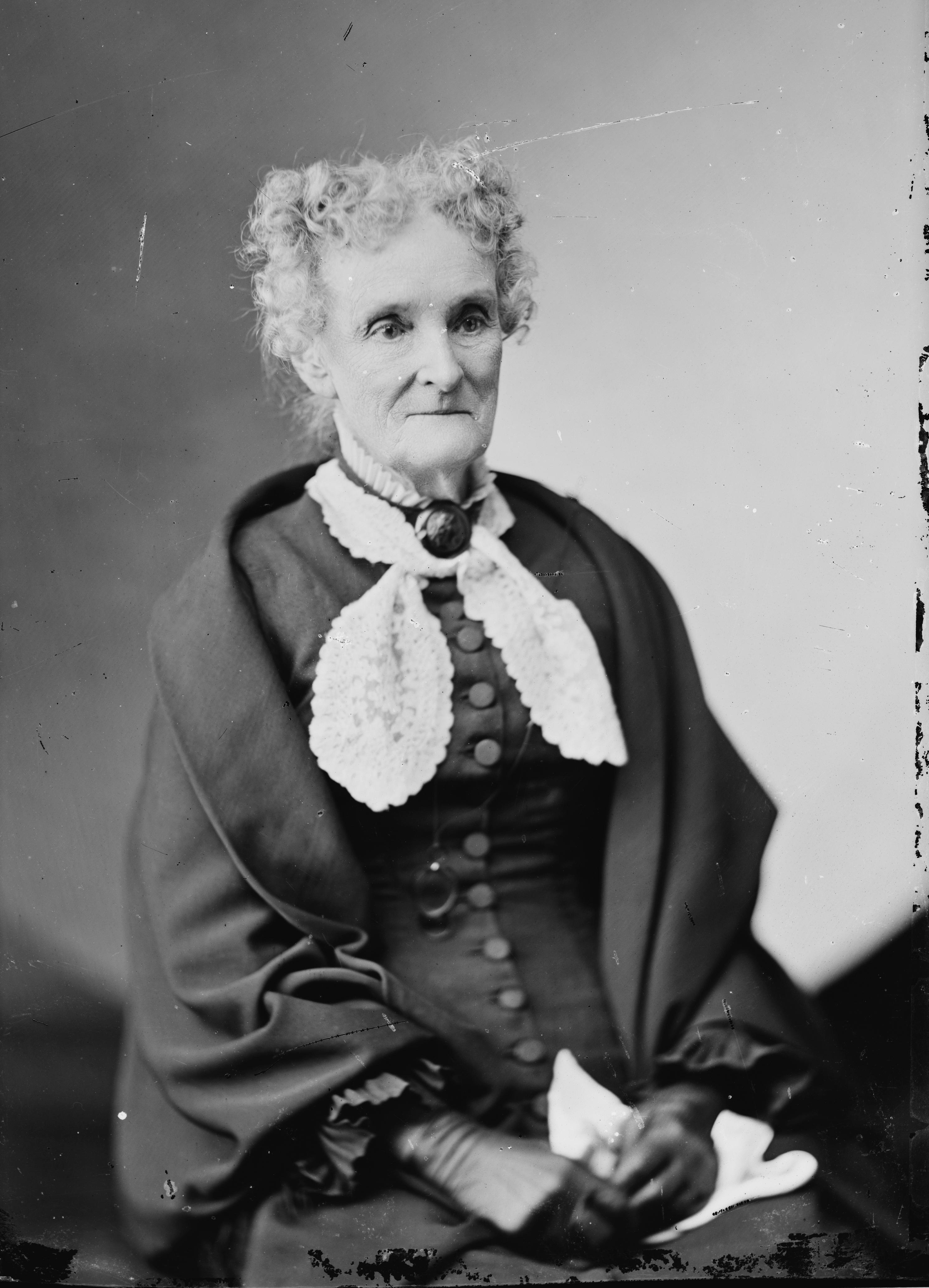
Margaret O'Neill Eaton later in haar leven

De Petticoataffaire (Petticoat = rok, ook bekend als Eaton Affair of Eaton Malaria) was een seksschandaal in de Verenigde Staten uit 1831 dat draaide rond kabinetsleden van president Andrew Jackson. 
Margaret "Peggy" O'Neale (of O'Neill, later Margaret O'Neill Eaton) was de weduwe van John B. Timberlake die door longontsteking was gestorven, al gingen er geruchten dat hij zelfmoord had gepleegd. Peggy stond bekend als levendig met temperament; ze stond te boek als flirterig en sexy in een tijd dat respectabel geachte vrouwen dat niet waren. Haar man zou zelfmoord gepleegd hebben omdat Peggy een affaire had met president Jacksons oorlogsminister John Henry Eaton. Ze trouwde met Eaton kort na de dood van haar man, wat een schandaal veroorzaakte.
De anti-Peggy-coalitie werd geleid door Floride Calhoun, de vrouw van vicepresident John C. Calhoun, en andere vrouwen van kabinetsleden. Weduwnaar Martin Van Buren schaarde zich achter de Eatons. President Jacksons sympathie ging ook uit naar de Eatons, deels omdat zijn geliefde vrouw Rachel Jackson zelf slachtoffer was geworden van een schandaal. Haar eerste huwelijk was nog niet ontbonden toen ze met Jackson trouwde. Door het hele schandaal overleed Rachel aan een hartaanval, kort voor haar man president werd. Rachels nicht Emily Donelson, die als first lady fungeerde, koos echter voor het Calhoun-kamp.
Het schandaal escaleerde zo dat verscheidene kabinetsleden uiteindelijk ontslag namen, onder wie Samuel D. Ingham en John Branch. Van Buren werd de favoriet van Jackson en later ook de volgende president. Uiteindelijk nam ook Eaton ontslag.